# طوزة
طوزة مدينة تونسية صغيرة تابعة لمعتمدية قصيبة المديوني في ولاية المنستير. أحدثت بلدية المدينة في 25 أفريل (1966) ويبلغ عدد سكانها 8000 نسمة.

## إحصائيات المدينة
- تاريخ الإحداث :25 أفريل 1969
- المساحة الجمليـّة : 990 هكتار
- عدد السـكان: 8000 نسمة
- عدد المساكن : 1436 مسكن
- عدد الأسـر : 1350 أسرة
- عدد العـمادات : 01
- نسبة التزوّد بالنـّور الكهربائيّ :99 %
- نسبة التـّزوّد بالماء الصــّالح للشــّراب : 99 %
- نسبة الربط بشبكة التطهير : 75 %
- نسبة الإنارة العموميـّة بالأحياء والأنهج : 95 %